# Ященко, Любовь Сергеевна
Любовь Сергеевна Ященко (16 ноября 1998, Руза, Московская область) — российская футболистка, нападающая.

## Биография
В детстве занималась спортивной гимнастикой, лёгкой атлетикой, волейболом. Футболом начала заниматься в СДЮСШОР г. Ногинска у тренера Валентины Владимировны Барковой. Позднее вслед за тренером перешла в московскую СДЮСШОР № 27 «Сокол».
На взрослом уровне начала выступать за «Сокол» в первом дивизионе России. В сезоне 2017 года стала автором 10 голов.
С 2018 года выступает за московский «Локомотив». Дебютный матч в высшей лиге сыграла 21 апреля 2018 года против «Енисея». Первые голы забила 22 мая 2018 года, сделав «дубль» в ворота клуба «Звезда-2005» и тем самым принесла «Локомотиву» первую победу (2:0) в его новейшей истории. Всего в дебютном сезоне в высшей лиге сыграла 12 матчей, забив 3 гола. Серебряный призёр чемпионата России 2019 года.
В 2020 году перешла в московский ЦСКА, в том же сезоне со своим клубом стала чемпионкой России, а в 2021 году — серебряным призёром.
В сезоне 2023 года играла в клубе «Рязань-ВДВ».
Выступала за юниорскую и молодёжную сборную России.